# Blanot, Côte-d'Or
 Blanot  là một xã ở tỉnh Côte-d'Or trong vùng Bourgogne-Franche-Comté, phía đông nước Pháp. Khu vực này có độ cao từ 384-581 mét trên mực nước biển.